# Sony Ericsson W200
El Sony Ericsson W200 Walkman es un teléfono móvil de gama media-baja, fabricado por la empresa Sony Ericsson. Mide 101 x 44 x 18 mm y pesa 85 g. Cuenta con cámara vga, radio FM y el software de Sony Walkman. A diferencia de la mayoría de los terminales de la serie, el W200i carece de la tecnología Bluetooth. El tamaño de la pantalla es 128x160 píxeles y la memoria interna es de 27MB, pero puede ser ampliada mediante un Memory Stick Micro (M2). El teléfono es Tribanda, ya que puede utilizar las redes GSM 900, 1800 y 1900.
Grey and Aquatic(Gris), la empresa Orange en Reino Unido también lanzó una versión Passion Pink (Rosado). Este móvil se desarrolló como una actualización del popular teléfono con cámara Sony Ericsson K310. Tiene una cámara de 0.3 MP que incluye zoom digital 4x y puede tomar fotos de hasta una resolución de 640x480 píxeles de hardware o de 1280x1024 píxeles con interpolaciónde software. También tiene grabación de vídeo (3GP con audio AMR (Mono) y pantalla 128x160 píxeles.
La Memory Stick Micro de 256 MB tiene la suficiente capacidad como para almacenar 90 canciones y puede sustituirse con una tarjeta de hasta 4 GB en fotmato FAT. También tiene una radio FM con Tráfico RDS y AF.

## Características
Música
- Walkman player 1.0
- Soporte de MP3, AAC, mp4 y 3gp.
- Memory Stick Micro M2 de 128MB También en  256MB o 2GB incluida.
- Software de gestión de música Disc2Phone y Media Manager.
- Auriculares stereo incluidos en la caja (HPM-64)
- Radio FM con Tráfico RDS y AF

Mensajería
- SMS, MMS, correo electrónico.

Conectividad
- NetFront Navegador web

Misceláneas
- Java 6.7
- 29MB de Flash Memory de fábrica. (Dependendiendo de las configuraciones preventa de los operadores de telefonía celular)
- FOTA.

- El poseer una versión de java de desempeño medio, le permite al equipo ejecutar el reproductor al tiempo que ejecuta cualquier aplicación java, Agregando opciones como minimizar la aplicación para que esta se mantenga en segundo plano.

Explorador Internet
- Por defecto posee un navegador de web poco intuitivo y con un gestor de descargas un poco ortodoxo, y si a esto se le suma una barra de carga poco informativa estamos frente a un explorador precario, por esto que los usuarios de este equipo recurran a otras opciones para navegar en la web como lo son exploradores Java tales como Opera Mini.

Actualizaciones
- Cabe destacar un sistema de actualizaciones periódico que agrega parches y nuevo software al equipo, servicio proporcionado propiamente por Sony Ericsson.

New Reader
- Software pre-instalado que permite al usuario leer las últimas noticias que acontecen a través de RSS, Con un tráfico de datos mínimo.

Otras funciones
- Llamadas por comando de reconocimiento de voz
- Conexión wap y gsm de velocidad media
- Su procesador lo hace formidablemente más rápido que su antecesor

Redes soportadas
- GSM Tribanda 900, 1800, 1900.

Personalización
- Camdrivers
- Skins
- Menús Flash 1.1
- Acoustics
- Parches
- Elfs
- Layouts
- Temas
- Iconos menús
- Dispdriver